# Helvibotys helvialis
Helvibotys helvialis là một loài bướm đêm trong họ Crambidae.